# Scrophularia macrobotrys
Scrophularia macrobotrys är en flenörtsväxtart som beskrevs av Carl Friedrich von Ledebour. Scrophularia macrobotrys ingår i släktet flenörter, och familjen flenörtsväxter. Inga underarter finns listade i Catalogue of Life.